# Сумский слободской казачий полк

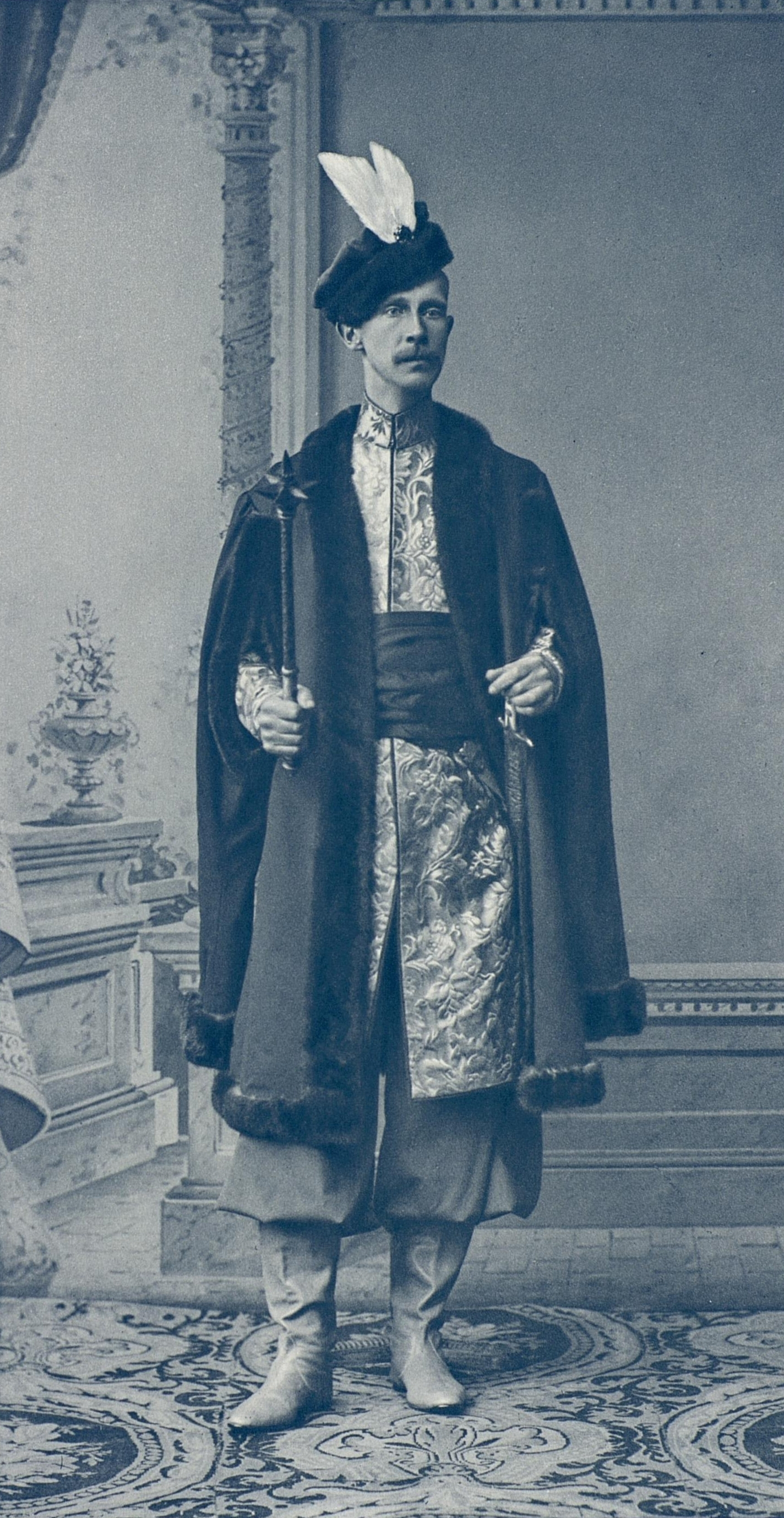
Великий князь Дмитрий Константинович в одеждах полковника Сумского полка.

Сумский слободской (черкасский) казачий полк — слободской казачий полк, административно-территориальная и военная единица Русского царства на Слобожанщине. Полковой центр — город Сумы. Полк появился между 1651 и 1655 годами.
Дата возникновения полка точно не документирована. Сам полк (его преемник Сумский 1-й гусарский полк) официально вёл своё основание от 1651 года.
Полк был окончательно оформлен в 1658 году, при царе Алексее Михайловиче, в составе Белгородского разряда. Основной и наследственный кадр полка составили переселенцы с Левобережной и Правобережной Украины, известные под именем черкас.
Исторические судьбы Сумского полка неотделимы от судеб других слободских казачьих полков. Вместе они составляли Слободское казачье войско, оно же — Слобожанщина. То было несуверенное государство, вассальное по отношению к Русскому царю, но со своим особым законодательством. Слободская (Слобожанская) юридическая система резко отличалась от русской и частично — от правовых систем других казачьих войск. В историографии не имеется общепринятой аббревиатуры Слободского казачьего войска. И поскольку аббревиатура СКВ уже занята (Сибирское казачье войско) — имеет смысл использовать сокращённое обозначение СЛКВ (по аналогии с Семиреченским казачьим войском — СМКВ). За свою более чем вековую историю Сумский слободской казачий полк принял участие в многочисленных схватках с крымскими татарами, в Чигиринских походах, в Северной войне, Персидском походе и в Семилетней войне. Сумский казачий полк — один из четырёх полков СЛКВ, просуществовавших непрерывно от начала и до конца.
Конец СЛКВ наступил нежданно-негаданно. 26 июля 1765 года Манифестом «Ея императорского Величества Екатерины Второй» военно-полковое устройство Слобожанщины было преобразовано в военно-гражданское, управление территорией реформировалось с учётом специфики Слобожанщины: созданные провинции территориально полностью соответствовали полкам. Была учреждена Слободская губерния, в которую вошли территории пяти бывших полков (Сумского, Харьковского, Изюмского, Ахтырского и Острогожского).

## Предыстория Сумского полка
Заселение будущих полковых земель переселенцами с территории Речи Посполитой (черкасами" и русинами), происходило на фоне непрекращавшихся боевых действий на территории Поднепровской и Западной Украины, отягощенных карательными экспедициями Речи Посполитой, а чуть позже (что ещё страшнее) — братоубийственной гражданской войной, с привлечением иноземных войск (татар и турок).
Причины массовой волны переселения с Левобережной — а ещё более с Правобережной — Украины на территорию Царства Русского, на границу с Диким полем, заключаются в поражении войск Хмельницкого под Берестечком, в 1651 году. После той злосчастной битвы, Западная часть Украины, по польско-казацкому договору, была закреплена снова за Речью Посполитой. В связи с чем, Гетман Богдан Хмельницкий издал универсал, разрешающий гражданам переселятся на земли Московского государства.
После смерти гетмана Богдана Хмельницкого, власть на Украине перешла в руки гетмана Ивана Выговского, коего считали настроенным про-польски. Начался период гражданских войн (1657—1658) между сторонниками московского и польского курса, так называемая «Руина». Население Украины снова начинает убегать на более спокойные российские территории.

## Начало города Сумы и ранняя история Сумского полка
Харьковский литератор и историк Г. Ф. Квитка-Основьяненко (в чьих жилах смешалась русская, немецкая, польская и казацкая кровь) относил основание города Сумы к 1643 году. Однако В. Панашенко указывает на 1652 год, а большинство историков — на 1655 год. Предположительно, именно в этом году здесь поселились 100 казачьих семейств из местечка Ставище, Белоцерковского полка, во главе с атаманом Герасимом Кондратьевым. В подобном случае, Кондратьев основал Сумы через 4 года после учреждения Слободского казачьего войска — и год спустя после разделения Слободского войска на 4 полка: Острогожский, Харьковский, Ахтырский и Сумский. Таким образом, ранняя хронология Сумского полка нуждается в дальнейшей разработке.
В 1663 город Сумы выдержали крымско-татарскую осаду. Татары пытались взять город штурмом.
В 1696 года сумцы охраняли пограничный участок вдоль реки Коломак.
Весной 1708 года полки Ахтырский, Сумской и Острогожский были двинуты Петром Первым на помощь Изюмскому полку — на подавление восстания донских казаков Кондратия Булавина. 8 июня на реке Уразовая булавинские отряды Драного, Голого и Беспалого разбили Сумской казацкий полк.

## Структура Сумского полка

### Полк

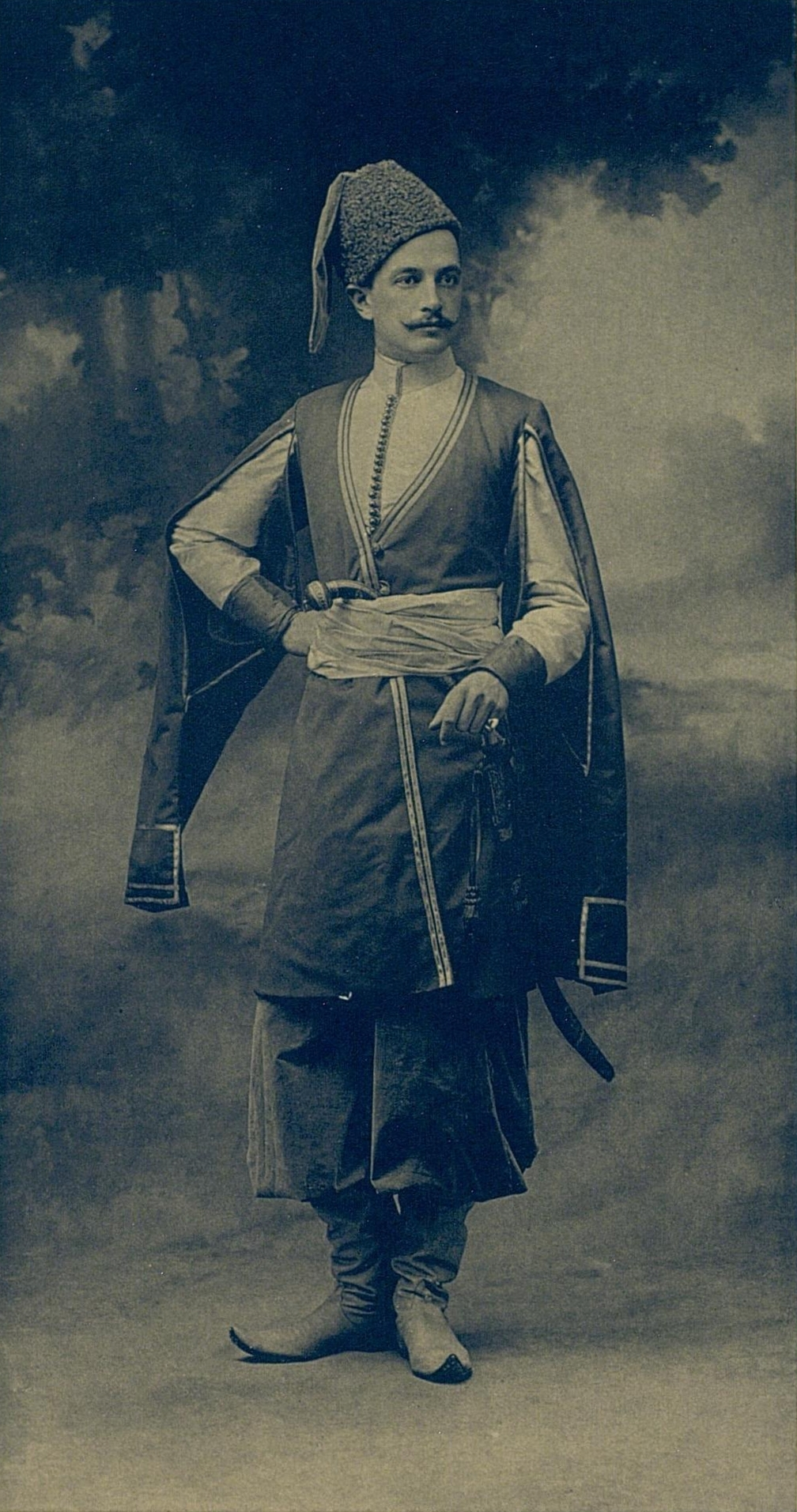
Штабс-ротмистр Николаев в одеждах есаула Сумского полка.

Аналогично другим слободским казачьим полкам, во главе полкового управления стояли выборные полковник и полковая старшина. Избирались они не на ограниченное время, а пожизненно. Однако они могли быть лишены должности российским царем (позже императором), а также решением собрания старшины (что бывало очень редко в масштабах не только Слобожанщины, но и Гетманщины).
В отличие от воевод-полковников Древнерусского периода, и полковников регулярных армейских частей, полковник слободского казачьего полка представлял одновременно административную и военную власть. Полковник имел право издавать указы, за своей подписью — универсалы (как в Гетманщине). Символами полковничьей власти (клейнодами) были шестопёр (пернач, разновидность булавы шестигранной формы), полковая хоругвь, полковничья печать.
Полковая старшина (штаб) состояла из шести человек: полковой обозный, судья, есаул, хорунжий и два писаря.
- Полковой обозный — первый заместитель полковника. Заведовал артиллерией и крепостной фортификацией. В отсутствие полковника замещал его, но не имел права издавать приказы-универсалы (в отличие от наказного полковника).
  - Также существовала временная должность — наказной полковник. Он исполнял обязанности полковника при выступлении сводного казачьего отряда в поход или замещал полковника в случае невозможности исполнять им своих обязанностей.
- Судья — заведовал гражданским судом в полковой ратуше.
- Есаул — помощник полковника по военным делам.
- Хорунжий — командир «хорунжевых» казаков, охраны полковника и старшины. Заведовал полковой музыкой и отвечал за сохранность хоругви (знамени полка).
- Писари — секретари в ратуше. Один заведовал военными делами, второй — гражданскими.

### Сотни
Полк делился на сотни.
Сотня — административно-территориальная единица в составе полка. Сотня возглавлялась сотником. Он обладал широкими военными, административными, судебными и финансовыми полномочиями. Первоначально избирался казаками сотни. Позже избирался сотенной старшиной и утверждался полковниками из числа старшины.
Сотенная старшина (штаб) состояла из сотника, сотенного атамана, есаула, писаря и хорунжего. Должности по обязанностям совпадали с полковыми:
- Сотенный атаман — заместитель сотника. Воплощал в себе обязанности обозного и судьи на сотенном уровне.
- Есаул — помощник сотника по военным делам.
- Писарь — секретарь.
- Хорунжий — заведовал флагом сотни, на котором изображалась эмблема сотни, в основном христианская. Это могли быть крест, ангел, ангел-хранитель, архангел Михаил, солнце (Иисус Христос), дева Мария, а также воинские атрибуты. С 1700-х годов знамёна становятся двухсторонними — на каждой стороне разное изображение. Также на нём обозначались полк и название сотни.

## Список сотен
В 1732 году в состав полка входило не менее 16 сотен:
- Белопольские (Белополье) — 2 сотни
- Бишкинская (Бишкинь)
- Верхнесыроватская (Верхняя Сыроватка)
- Ворожбянская (Ворожба)
- Краснопольская (Краснополье)
- Лебединская (Лебедин)
- Межирицкая (Межирич)
- Миропольская (Мирополье)
- Недригайловская (Недригайлов)
- Новоместская (Новое Место)
- Нижнесыроватская (Нижняя Сыроватка)
- Ольшанская (Ольшана)
- Перекопская (Перекоп)
- Речанская (Речки)
- Рыбницкая (Рыбница)
- Суджанские (Суджа) — 2 сотни
- Сумская (Сумы)

## Воеводы
Как и в некоторых других Слободских казачьих полках (в Харьковском, Ахтырском), в Сумах находился воевода (представитель русской центральной власти). В его обязанности входило следить за состоянием Сумской крепости, также ему подчинялись российские служилые люди (в отличие от «черкас», которые не были в его ведении). Но ввиду того, что круги обязанностей воеводы и полковника не были четко очерчены, между ними зачастую возникали конфликты.

## Полковники
Полковники
- Кондратьев Герасим Герасимович — полковник-основатель
- Кондратьев Григорий Герасимович — полковник
- Кондратьев Андрей Герасимович — полковник
- Кондратьев Иван Андреевич — полковник
- Кондратьев Дмитрий Иванович — полковник
- Перехрестов-Осипов (Перекрестов)
- Донец-Захаржевский Михаил Михайлович — полковник
- Романов Роман Иванович — полковник

## Семейственность старшины
В современной украинской исторической литературе считается, что казачьи (гетманские и слободские) полки были вольными, и полковников избирали свободно. На практике это не всегда соответствовало действительности. Должность полковника всегда пытались передать по наследству. Из полковой и сотенной старши́ны (административно-военное руководство полка) сложились несколько родов, которые фактически по наследству передавали должности. Так, как старши́на полка распоряжалась и гражданской и ратной жизнью полка, то в её руках находились большие денежные суммы, выделяемые Российским правительством на строительство, оружие и содержание полка. Также в её ведении были земельные вопросы. Повсеместно отмечены факты отчуждения полковых земель в личную собственность представителями казачье-старши́нских родов, многие же казаки (жившие на этих землях) превращались, по сути в батраков. Из сумских старши́нских родов «первую скрипку» играли Кондратьевы, крепкие позиции занимали Донцы-Захаржевские и Перекрестовы…

## Стольный город Сумы
В 1718 году, волею Петра I, Слобожанщина была расчленена: Харьковский, Ахтырский и Сумской округа вошли в состав Киевской губернии, Изюмский и Острогожский — в состав Воронежской. Острогожск автоматически утратил столичные функции. При Петре II слобожане добились восстановления территориальной целостности. Однако в царствование Анны I начались новые стеснения: небывалый налоговый гнёт, запрет на заселение и обработку резервных земель, сверх-сильные трудовые повинности. В указе от 12 мая 1732 г. цитируются донесения Ахтырского и Харьковского полковников о том, что «рабочих на <оборонительную> линию в том числе, какое высылалось в 1731 г., прислать невозможно, п. ч. многие черкасы-казаки (…) для избежания наряда на линию разбегались врозь». В том же 1732 году создана была Комиссия Учреждения Слободских Полков (КУСП), имевшая конечной целью приведение военной и гражданской организации Слободского казачества к тогдашнему общероссийскому стандарту. Примечательно, что в 1732-43 гг. столицей Слобожанщины (по мысли Анны Ивановны: временной) были Сумы. Елизавета Петровна ликвидировала КУСП, восстановила действие многих прежде отменённых казачьих законов, а столицу Слобожанщины перенесла в Харьков.

## Преобразование полка в регулярный

«Карта слободских полков Харьковского, Сумского, Ахтырского, Изюмского и Острогожского. 1764 год».

В 1763 году, в начале нового царствования, Екатерина II поручила майору лейб-гвардии Измайловского полка Евдокиму Щербинину возглавить «Комиссию о Слободских полках» (аналог прежней КУСП), с целью изучения причин «неблагополучия» на этих землях для их устранения.
Она расследовала многочисленные жалобы населения на действия полковой старши́ны слобожанских полков (поскольку территория была «полувольная», полковники и сотники действительно себе весьма много позволяли). Были выявлены отдельные факты захвата старши́ной общественных и полковых земель, казнокрадства (государственных денег), присвоения денег общественных, продажи воинских и выборных должностей за деньги, нарушений делопроизводства. Согласно докладу Комиссии, Екатерина Вторая уверяется в том, что на Слобожанщине нет гражданской власти, и принимает решение о введении гражданского административного управления путём создания губернии (при сохранении основанной на полках структуры территории). Также в результате успешных русско-турецких войн граница значительно отодвинулась к югу от Слобожанщины, появилась новая защита от татар — Славяносербия со своими полками, и военное значение территории как барьера от татарских набегов уменьшилось. И поэтому также во вновь создаваемой губернии было введено гражданское управление.
Итогом стал манифест Екатерины ІІ от 28 июля 1765 года «Об учреждении в Слободских полках приличного гражданского устройства и о пребывании канцелярии губернской и провинциальной», согласно которому основывалась Слободско-Украинская губерния с пятью провинциями на месте полков и административным центром в Харькове. Евдоким Щербинин стал губернатором новой губернии.
Согласно тому же манифесту принимается решение о преобразовании слободских полков в регулярные гусарские.
До того полки содержались «на местах», населением. Служившие до 1765 года в полку зачастую на свои деньги покупал лошадь и обмундирование (кроме оружия). С 1765 года полки стала содержать власть, а не местное население. Также вместо постоянных поборов старшины с местных жителей — на лошадей, амуницию, вооружение, фураж, провиант, жалование казакам и старшине, изъятие местных лошадей и волов для перевозок, и т. п. — был введён единый налог «с души», проживающей на Слобожанщине, имевший 4 градации и поступавший в казну. Самый большой налог был с привилегированных государственных войсковых обывателей (так переименовали казаков, их помощников и подпомощников), которые имели право гнать и продавать в разрешённых селениях «вино» — 90-95 копеек в год. С непривилегированных войсковых, которые вино не имели права гнать, — 80-85 копеек годовых с души. С цыган и инородцев — 70 копеек. С «владельческих подданных черкас» — 60 копеек. Дворяне, духовенство и женщины налогов не платили.
Также т. н. «казачьи подпомощники» были освобождены от батрацких работ у казаков, атаманов, есаулов, сотников и прочих лиц. Отныне вся администрация полков поступала на довольствие государства (на казённое жалование и казённый харч). Все «подпомощники», которых было очень много, ликвидировались как сословие и переводились в войсковых обывателей, как и казаки, которых было мало — что нивелировало превосходство казаков и им не нравилось.
Сохранялись льготы (не все), дарованные слобожанцам Петром Первым. Самое главное — в войсковых селениях, слободах, местечках, городах (кроме нескольких) разрешалось винокурение. Также приблизительно двум третям населения губернии была разрешена соледобыча, за которой ездили на Тор. «Непривилегированные» вынуждены были покупать казённое вино либо у «привилегированных», а также казённую соль, на которую была государственная монополия. Также привилегированным разрешались другие промыслы (изготовление на продажу различных вещей, продажа продуктов и пр.) — без уплаты налогов.
Войсковые обыватели и мещане (кроме владельческих подданных и крепостных крестьян) по жребию (от которого теперь некоторые увиливали) служили в территориальных гусарских полках постоянного состава. Полковой состав в мирное время был установлен маленький — 1000 человек на полк, но зачастую превышался, иногда значительно. Остальные войсковые обыватели призывного возраста, не прошедшие по жребию, периодически проходили учебные сборы. При начале войны полки расширялись по штату военного времени, и в её продолжении по мере надобности получали из мирной губернии в зону боевых действий пополнения из прошедших подготовку в составе маршевых эскадронов.
Казачьи воинские звания были заменены на общевойсковые кавалерийские. Полковая старши́на получала русское дворянство (высшая — потомственное, низшая — личное) и все дворянские права. Полковые и сотенные формы гражданского управления были формально упразднены. Но на деле полковники и сотники имели власть на своих территориях не только военную; она была окончательно упразднена в 1780 году при реорганизации провинций и комиссарств в уезды.
Территории полковых сотен объединялись в комиссарства — при сохранении самих сотен. В центрах комиссарств были организованы: комиссарское правление, комиссарская канцелярия, местный суд. Комиссарства объединялись в провинции, которые территориально точно соответствовали полкам. Все провинции составили губернию.
В связи с преобразованием слободского казачества в «войсковых обывателей» в 1765 году территориальный Сумский полк был реорганизован в регулярный Сумский гусарский полк Императорской армии, существовавший до 1918 года, а его территория в 1765 году стала основой созданной Слободско-Украинской губернии, территориально являясь её северо-западной Сумской провинцией. Большинство служивших в полку так и осталось в нём служить.

## Перевод старшинских должностей в табель о рангах (1765)

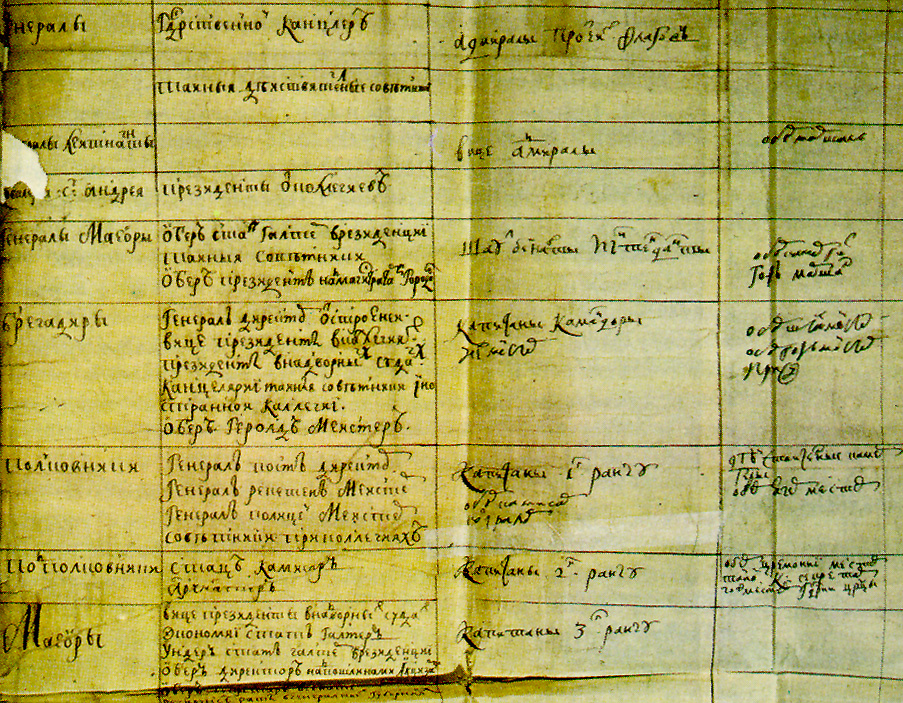
Табель о рангах

В связи с переформированием Слободских (в том числе Ахтырского слободского казачьего полка) в регулярный гусарский полк, казацкой старшине было предложено вступить на службу в формируемый полк или получить абшит (отставку). Так как армейские чины присваивались на одну-две ступени ниже, а также из-за того, что разница во власти казачьего старшины и армейского офицера не была равноценна, многие представители старшины вышли в отставку. Средний же и рядовой казачий состав, составили основу вновь формируемого полка.
Все вышедшие в отставку и продолжившие служить получили чины (военные и гражданские) согласно Табели о рангах.
| Должность (казачья старшина) | Военный чин            | Гражданский чин         | Класс                |
| ---------------------------- | ---------------------- | ----------------------- | -------------------- |
| Полковник                    | Подполковник           | Надворный советник      | VII                  |
| Обозный                      | Премьер-майор          | Коллежский асессор      | VIII                 |
| Судья                        | Секунд-майор           | Коллежский асессор      | VIII                 |
| Есаул                        | Ротмистр               | Титулярный советник     | IX                   |
| Хорунжий                     | Поручик                | Губернский секретарь    | XII                  |
| Сотник                       | Поручик                | Губернский секретарь    | XII                  |
| Старший полковой писарь      | —                      | Губернский секретарь    | XII                  |
| Младший полковой писарь      | —                      | Кабинетский регистратор | XIII                 |
| Сотенный хорунжий            | Вахмистр               | —                       | ниже табели о рангах |
| Остальные                    | Унтер-офицеры, капралы | —                       | ниже табели о рангах |

Если же представитель старшины не был участником походов, то он получал чин на ступень ниже установленной. К примеру: Полковой обозный при переводе на общеимперсую систему получал чин премьер-майора, но если он не был участником походов, то мог рассчитывать лишь на чин секунд-майора.

## Юридические преемники
Так как полк носил дуалистический характер (военный и территориальный), то его правопреемниками можно назвать и административную единицу Российской империи Сумская провинция, и воинское формирование Сумский гусарский полк.
После упразднения Сумского слободского казачьего полка как территориальной единицы и реформирования его как военной единицы в регулярный полк в 1765 году, его территория, как и территория других четырёх слободских казачьих полков, была объединена в Слободско-Украинскую губернию.
Из личного состава казачьего полка был, по преимуществу, набран личный состав для Сумского гусарского полка.

## Эпилог: преемство духа
Исторический путь Сумского слободского казачьего полка был насильственно прерван в 1765 году. Однако этнические самобытность и самосознание слободских казаков вообще, и сумских, в частности, исчезли не вдруг.
Сумцы не сразу покорились произволу. «Глухой ропот» продолжался, по крайней мере, вплоть до 1767 года, когда прошли выборы в Комиссию по составлению проекта «Нового Уложения». На выборах в Сумской провинции раздавались уже громкие требования восстановить СЛКВ. Однако «екатерининским орлам» удалось ликвидировать движение сопротивления… В 1773 году многие сумские казаки примкнули к самозванцу Пугачёву, взявшему себе имя невинно убиенного императора Петра III.
В марте 1919 года в Сумах вспыхнуло восстание против большевиков.